# Aleksander Waligórski
Aleksander Fortunat Józef Roch Waligórski herbu Odrowąż (ur. 26 lutego 1802 r. w Drugni koło Chmielnika w dawnym województwie krakowskim, zm. 19 lipca 1873 r. w Paryżu) – porucznik w powstaniu listopadowym, generał polski w powstaniu styczniowym, inżynier.

## Życiorys
Urodził się 26 lutego 1802 w Drugni koło Chmielnika w dawnym województwie krakowskim. Rodzicami byli: Roch (sędzia sądu krakowskiego z siedzibą w Kielcach) i Kornelia z d. Goczałowska.

### Młodość
Wykształcenie ogólne i wojskowe zdobywał w Korpusie Kadetów w Kaliszu, następnie w Szkole Wojskowej Aplikacyjnej w Warszawie. Od 1826 r. był wykładowcą w tej szkole oraz w Szkole Artylerii, gdzie nauczał matematyki, geometrii i mechaniki.

### Powstanie listopadowe
Uczestniczył w spisku przygotowującym powstanie listopadowe i brał w powstaniu czynny udział jako artylerzysta. Został dwukrotnie odznaczony krzyżem Virtuti Militari (17.3.1831 przez gen. Jana Skrzyneckiego i 1.9.1831 przez gen. Hieronima Ramorino). 21 marca 1831 r. awansował do stopnia porucznika i następnie kapitana drugiej klasy 14 września 1831 r.

### Francja
Po klęsce powstania listopadowego emigrował do Francji, gdzie dzięki poparciu Józefa Bema pogłębiał swoją wiedzę we francuskiej Szkole Artylerii w Metz.

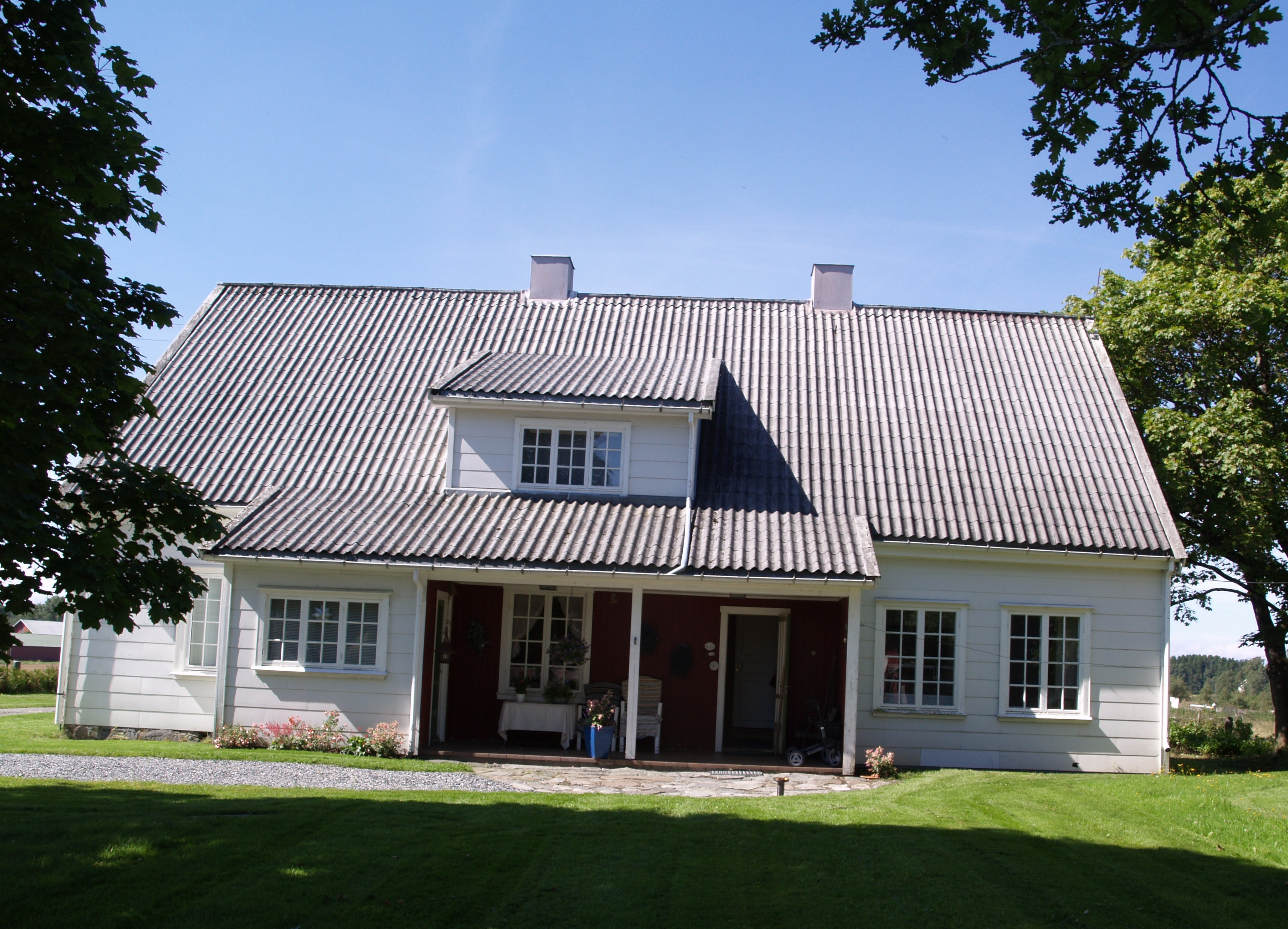
Pierwszy dom Waligórskiego w Norwegii, foto: J. Juniszewski 2010

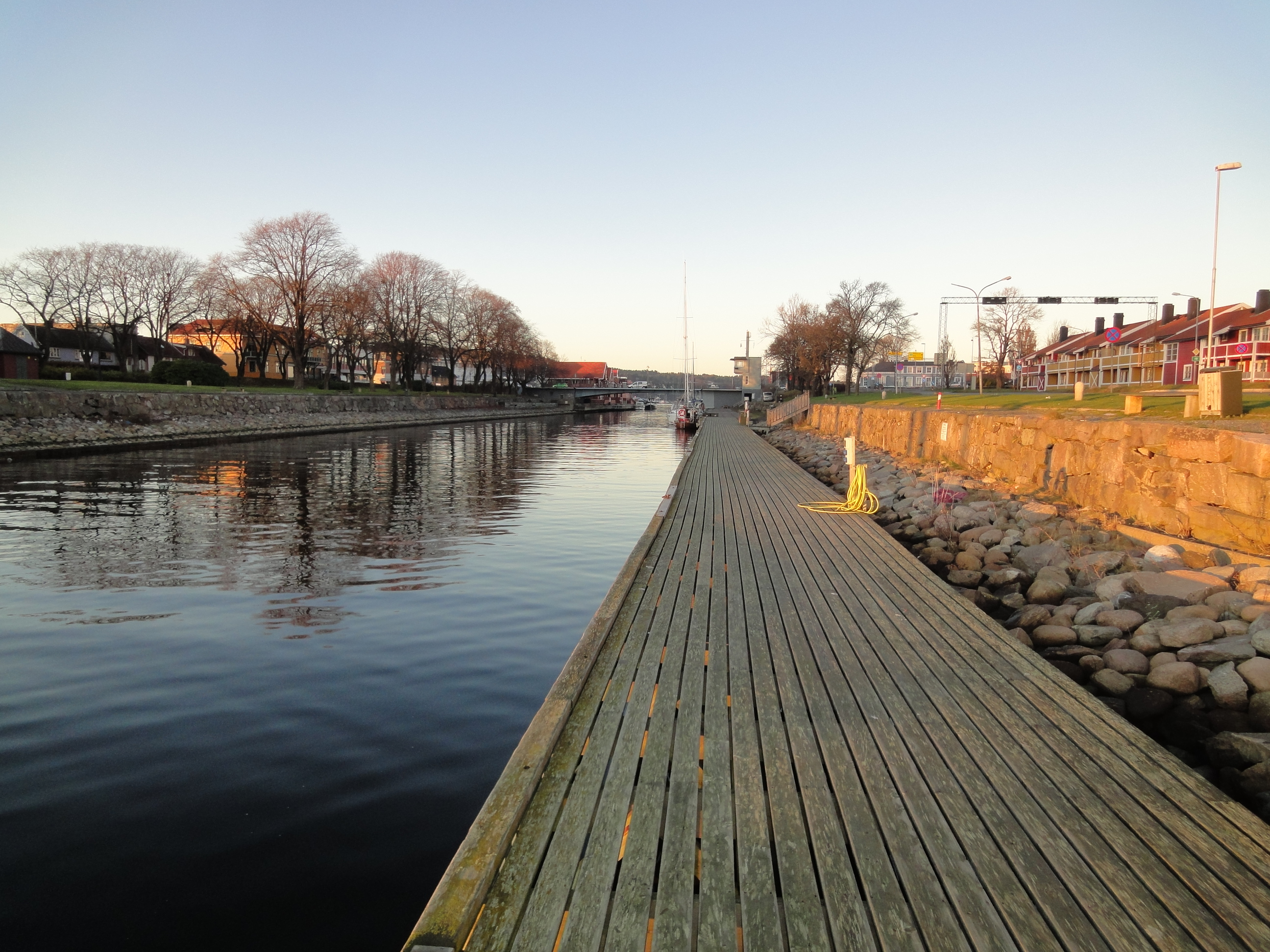
Kanał w Moss, foto: J. Juniszewski 2011

### Norwegia i Szwecja
W 1838 r. wyjechał do Norwegii. Tam znalazł zatrudnienie jako asystent Dyrektora Kanałów i Portów, a od 1846 r. pełnił obowiązki dyrektora Departamentu ds. Kanałów. W Norwegii spędził 17 lat regulując rzeki i budując kanały. Brał udział w planowaniu linii kolejowej w Norwegii i kierował budową jej pierwszego odcinka. Wydał razem z Haraldem N.S. Wergelandem (1814-1893) pierwszą mapę drogową całej Norwegii.
Od 1848 r. przez ponad rok był agentem księcia Adama Czartoryskiego w Skandynawii, z siedzibą w Sztokholmie.

### Francja i Turcja
W listopadzie 1855 r. opuścił Norwegię i udał się do Paryża, gdzie został awansowany na majora i mianowany kwatermistrzem sztabu Dywizji Polskiej Kozaków Sułtańskich gen. Władysława Zamoyskiego. Wojna krymska wkrótce się zakończyła i Waligórski powrócił do Francji w końcu 1856 r. Tam utrzymywał się z dorywczych prac jako inżynier cywilny.

### Włochy
W 1862 roku był Dyrektorem Nauk w Szkole Wojskowej Polskiej w Cuneo. Wykładał topografię, pomiary, rysunek i prowadził laboratorium chemiczne.

### Powstanie styczniowe
4 marca 1863 udał się wraz ze swymi uczniami na pole walki i dotarł do obozu Mariana Langiewicza w Goszczy. 10 marca 1863 został mianowany generalnym kwatermistrzem wojsk powstańczych w stopniu generała brygady. Towarzyszył Langiewiczowi w przejściu do Galicji.
Waligórski brał udział w walkach na Lubelszczyźnie (Kobylanka, Huta Krzeszowska) w oddziałach gen. Antoniego Jeziorańskiego. W czerwcu 1863 r. został naczelnikiem wojskowym województwa lubelskiego i na tym stanowisku pozostał do listopada. Przebywał głównie w Galicji zajmując się formowaniem nowych oddziałów i koordynacją ich działań w południowej części Królestwa.
16 października 1863 r. Waligórski ze swoim oddziałem liczącym około 600 powstańców wkroczył w granice Królestwa w rejonie Tarnogrodu. 22 października oddziały pod jego dowództwem zostały rozbite przez Rosjan w bitwie pod Łążkiem Zaklikowskim. Sam Waligórski powrócił do Galicji. Ostatnią znaną bitwą, w której uczestniczył Waligórski jest zwycięska potyczka stoczona 18 listopada w miejscowości Puchaczów. Po klęsce pod Łążkiem postawiono Waligórskiego pod sąd i decyzją z 2 lutego 1864 r. Wydział Wojny Rządu Narodowego odsunął go od obowiązków czynnych w wojsku z powodu niedołężności spowodowanej jego podeszłym wiekiem.

### Schyłek życia
Waligórski powrócił do Francji, gdzie pracował jako księgowy i kreślarz rysunków i map.
W czasie wojny francusko-pruskiej (1870-1871) brał udział w obronie Paryża jako prosty żołnierz, ale odmówił udziału w Komunie Paryskiej. Mimo tej odmowy został skazany na karę pobytu na pontonach w Cherbourgu, gdzie spędził pół roku. Schorowany powrócił do Paryża i wkrótce został pensjonariuszem polskiego przytułku św. Kazimierza w Paryżu, w którym zmarł 19 lipca 1873 r.
Został pochowany na paryskim cmentarzu d'Ivry w nieopłaconym miejscu, we wspólnej mogile przeznaczonej dla ubogich.

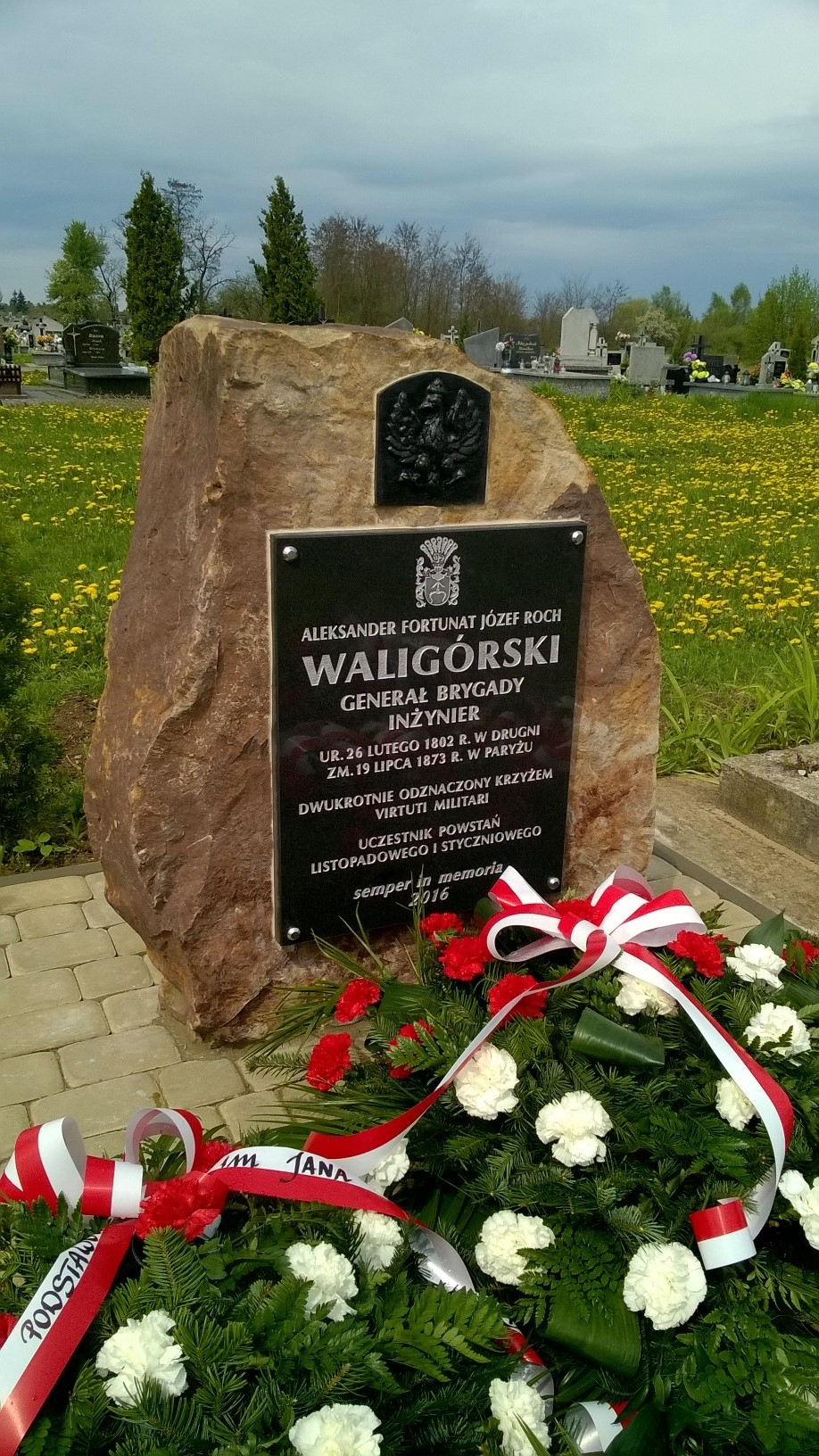
Symboliczny grób generała Waligórskiego w Drugni

Zmarli powstańcy 1863 roku zostali odznaczeni przez prezydenta RP Ignacego Mościckiego 21 stycznia 1933 roku Krzyżem Niepodległości z Mieczami.
W dniu 2 maja 2016 r. wysiłkiem lokalnej społeczności odsłonięto na cmentarzu parafialnym w Drugni symboliczny grób generała Aleksandra Waligórskiego.
Przestawiony na zdjęciu wizerunek generała Aleksandra Waligórskiego budzi kontrowersje. Według biografii generała ma być to zdjęcie z okresu powstania styczniowego. Zdjęcie przedstawia osobę dużo młodszą niż 61 letni wówczas A. Waligórski. Po wtóre widniejące na mundurze odznaczenia dotyczą kampanii w których A. Waligórski na pewno nie brał udziału. Temat ten został omówiony z biografem generała. Niestety nie istnieje żaden znany wizerunek tej osoby.

## Rodzina
Pierwszą żoną była Emma Marie Meliss (ur. 22/9 1825 w Bawarii, zm. 26/10 1858 we Francji), z którą zawarł związek małżeński w Norwegii 13 maja 1845 r. Mieli ośmioro dzieci:
1846-1863 Władysław Aleksander ur. w Norwegii, zginął pod Kobylanką, pow. cieszanowski, późniejsze Województwo lwowskie
1847-1887 Bronisława Emma, popełniła samobójstwo w Cytadeli Warszawskiej
1849-1852 Anna Elżbieta
1850-1859 Kazimierz Henryk
1852-1915 Wanda Thora
1853-1930 Amadeusz Olav Stanisław
1855-1895 Paulina Julia Frederyka
1857-1858 Eugénie Marie
Z drugą żoną Eglantine Bizeuil nie miał dzieci.

## Projekty inżynieryjne w Norwegii
- 07/ 1843 r.   – Niwelacja wodospadów Rånåsfoss na rzece Glomma i Sundfoss koło Blaker.
- 29/10 1844 r. – Projekt niwelacji terenu od jeziora Vrangsjøen k. Kongsvinger do rzeki Glomma.
- Lato 1845 r.  – Zabezpieczenia przeciwpowodziowe w dorzeczach rzek Drammen i Glomma.
- 22/3 1846 r.  – Propozycja przystosowania do żeglugi dróg wodnych między Nordsjø i Skien.
- 9/12 1847 r.  – Raport uregulowania rzeki Vikersundelven między Vikersundem i Hokksundem.
- Marzec 1848 r. – Badania wodospadu Gravfoss k. Geithus (niedaleko Drammen).
- 10/4 1848 r.  – Propozycja uregulowania wodospadu Vrangfossen na rzece Eidselven w Telemarku.
- 1849-1851     – Projekt kanalizacji poszczególnych odcinków drogi wodnej Mjøsa do Øyeren.
- Wrzesień 1851 r. – Raport końcowy użeglowienia drogi wodnej od jeziora Skulerudvann do fjordu Idelfjorden k. Halden.
- 1851-1852     – Budowa pierwszego w Norwegii odcinka kolejowego z Christianii do Strømmen.
- 1853-1855     – Budowa kanału w Moss.

## Działalność społeczna
- 13/11 1849 – członek sekcji nauk przyrodniczych Królewskiego Norweskiego Towarzystwa Naukowego w Trondheim[f].
- 1865-1868 – prezes zarządu Towarzystwa Wojskowych Polskich w Paryżu.

## Awanse
- 11/9 1822 r. podporucznik Półkompanii Rakietników Pieszych[6]
- 21/3 1831 r. porucznik Armii Polskiej dowodzonej przez gen. Hieronima Ramorino[7]
- 1831 r. awans na kapitana podczas powstania listopadowego.
- 15/2 1856 r. mianowany  majorem i kwatermistrzem w sztabie Dywizji Kozaków Sułtańskich gen. Władysława Zamoyskiego[8]
- 10/3 1863 r. – mianowany generałem kwatermistrzem wojsk powstańczych w stopniu generała brygady przez dyktatora powstania gen. Mariana Langiewicza.

## Odznaczenia
- 10/8 1828 r. order św. Stanisława Biskupa Męczennika 4 klasy – za zasługi pedagogiczne[9].
- 17/3 1831 r. Złoty Krzyż Virtuti Militari otrzymał od generała Skrzyneckiego[7].
- 1/9 1831 r. Złoty Krzyż Virtuti Militari otrzymał od generała Hieronima Ramorino[7].